# Kuti Krisztián
Kuti Krisztián (Debrecen, 1992. december 4. –) magyar labdarúgó, posztját tekintve hátvéd.
A Debreceni VSC utánpótlás csapataiban nevelkedett, pályafutása során végigjárta a ranglétrát, míg 2013. január 31-én felkerült nevelőegyesülete felnőtt keretéhez. Azonban a felnőtt első osztályban mindössze 5 mérkőzésen tudott pályára lépni, 1 gólt szerezve.
A harmadosztályban 2012-től 2017-ig, négy és fél szezon alatt 86-szor lépett pályára és azokon 2 gólt és 1 öngólt szerzett.
2017. január 10-én négy csapattársával együtt megvált tőle a debreceni együttes.
2017. január 26-án a másodosztályban szereplő Cigánd SE csapatához igazolt kölcsönbe, ahonnan fél évvel később visszatért a Debrecen csapatába.
2020. január 6-án a Szeged-Csanád Grosics Akadémia bejelentette a leigazolását.

## Sikerei, díjai
Debrecen
- Magyar kupagyőztes: 2012–13